# 국민연합 (대한민국)
국민연합(國民聯合)은 대한민국의 중도개혁보수정당이다.

## 역사
2017년 4월 15일, 통일한국당 출신의 신재훈을 중심으로 국민희망총연합으로 창당하였으며, 이후 8월 29일에 국민새정당으로 당명을 변경하였다. 이후 2021년 6월 16일에 신한반도당으로 명칭을 변경하였다. 이후 2024년 9월 25일에 국민연합으로 명칭을 변경하였다.

## 주요 선거 결과

### 국회의원 선거
|  | 0% |

|  | 0.04% |

|  | 0% |

|  | 0% |

|  | 0.00% |

|  | 0% |